# Thames Water Authority
Die Thames Water Authority war eine der regionalen Wasserbehörden, die 1975 in Großbritannien geschaffen wurden, um alle Wasserverwaltungsaufgaben einer Region in einer Behörde zusammenzufassen.
In dieser Behörde wurden das Metropolitan Water Board, die Thames Conservancy, das Lee Conservancy Catchment Board sowie die Teile der Essex River Authority und der Kent River Authority, die die Nord- und Südseite des Themse Ästuars verwaltet hatten, zusammengefasst.
1989 wurde die Thames Water Authority teilweise privatisiert. Die Wasserver- und -entsorgung wurde an die neugegründete Thames Water übertragen, während alle Aufsichtsaufgaben an die National Rivers Authority übergingen.